# 핀란드 사회민주여성동맹
핀란드 사회민주여성동맹(핀란드어: Suomen sosialidemokraattinen naisliitto 수오멘 소시알리데모크라티넨 나이슬리토[*])은 1900년 결성되어 1923년 해체된 핀란드의 좌익계 여성단체다. 초기에는 핀란드 사회민주당(SDP)과, 1920년대에는 핀란드 사회주의 노동자당(SSTP)을 우당으로 삼았다. 1906년 이전까지는 여성노동자동맹(Työläisnaisten liitto)이 명칭이었다.
핀란드의 여성노동운동은 1880년대부터 시작되었다. 1886년에 투르쿠에서 노동자협회에 여성부문이 만들어졌고, 같은 해 헬싱키에서도 비슷한 설립이 이루어졌다. 이후 헬싱키 노동자협회 여성부문이 중앙 조직기구가 되어 확장을 계속했다.
1900년 7월 4일에서 6일에 걸쳐 헬싱키에서 14개 여성직능협회와 7개 노동자협회 여성부문의 대표자 33명이 모인 회의가 이루어졌고 이 자리에서 여성노동자동맹이 결성되었다. 초대 위원장은 이다 아흘스테트였다. 여성노동자동맹은 평등보통선거를 주장했고, 이것은 단체 초기의 주요 의제가 되었다.
1902년 대회에서는 투표권에 더하여 여성보호법 등이 논의되었고, 본부가 헬싱키에서 비푸리로 이전되었다. 이때부터 힐야 패르시넨이 가장 영향력 있는 인물이 되었다.
1903년 여성노동자동맹의 주도로 이상동맹이라는 사회주의 청소년단체가 만들어졌다. 이 단체는 보수적인 주말학교에 대항하는 성격을 가지고 있었다. 10세 이상의 노동계급 청소년에게 직업교육과 문학교육을 실시했다. 그러나 1912년 러시아 제국 정부는 이상동맹을 불순단체로 보고 폐지시켰다.
1903년, 여성노동자동맹은 헬싱키에서 여성의 보통선거권에 관한 회의를 개최했고 1만 여명이 참석했다. 1904년 말이 되면 가맹 조직이 21개에서 39개로 늘어났고, 1905년에는 가맹 맹원 수가 세 배로 불어났다. 1905년 말에는 이다 아흘스테트와 미미 카네르보 두 여성노동자가 총파업 집행위원회 위원으로 선출되었다.
1906년 평등보통선거가 쟁취되자 여성노동자동맹은 직접적으로 정치에 참여하기로 한다. 1906년 비푸리에서 이름을 사회민주여성동맹으로 바꾸고 1907년 핀란드 의회 선거에 후보를 13명 출마하여 그 중 9명이 당선되는 선전을 거둔다. 그러나 사회민주여성동맹의 회원은 1907년 2,724명에서 1910년 1,081명으로 오히려 줄어들었다. 많은 여성들이 정치에 진출하여 SDP에서 직접적으로 활동하게 되면서 별도 조직에 대한 열의가 줄어들었기 때문이다.
핀란드 내전 당시 사회민주여성동맹은 적핀란드측에 가담했고, 많은 맹원들이 죽었다. 일부는 소비에트 러시아로 도피했다.
1919년 12월, 사회민주여성동맹은 SDP 지도부와 회동했고 많은 지점에서 합의에 도달하지 못했지만 그래도 분열까지는 이르지 않았다. 하지만 이미 이 시점에서 사회민주여성동맹 위원들은 SDP 지도부에 대해 상당히 비판적이었다.
1920년 8월 이후 핀란드 공산당의 여성을 대표한 한나 말름은 여성들만의 단체를 폐지하고 여성위원회로 대체해야 한다고 주장했다. 결국 1920년 사회민주여성동맹 위원회는 맹원들에게 SDP를 탈당하고 SSTP에 입당할 것을 권고하면서 SDP와 결별하게 된다. SDP를 계속 지지한 소수파는 1921년 핀란드 사회민주노동자동맹을 결성했다.
이후로도 레닌주의 측의 여성동맹 폐지 주장은 수그러들지 않았고, 결국 1921년 12월 대회에서 사회민주여성동맹은 모든 활동을 SSTP 서기국으로 넘겼다. 1922년 핀란드 의회 선거에서 사회민주여성동맹은 SSTP가 주도하는 선거연합 "핀란드 노동자 중앙선거위원회"를 통해 출마하여 여섯 명을 당선시키고 1923년 완전히 해산했다.